# Chief Medical Advisor to the President
Der Chief Medical Advisor to the President ist ein Teil des Executive Office of the President of the United States. Die Abteilung wurde 2019 während der Trump-Administration begründet, um den Präsidenten in Fragen der Gesundheitspolitik zu beraten.
Als erster Direktor wurde im Februar 2019 der Physician to the President, der Leibarzt des Präsidenten Donald Trump, Ronny Jackson eingesetzt. Im Dezember des Jahres legte Jackson das Amt nieder, der Posten blieb in der weiteren Amtszeit Trumps vakant. Für das Kabinett Biden war seit dem 20. Januar 2021 der Immunologe Anthony Fauci Direktor der Abteilung. Zum 31. Dezember 2022 trat Fauci von diesem Amt zurück, seitdem ist das Amt vakant.

## Direktoren
| # | Porträt | Name          | Amtszeit                            | Präsident    |
| - | ------- | ------------- | ----------------------------------- | ------------ |
| 1 |         | Ronny Jackson | 2. Februar 2019 – 1. Dezember 2019  | Donald Trump |
| 2 |         | Anthony Fauci | 20. Januar 2021 – 31. Dezember 2022 | Joe Biden    |